# Эстонская белоголовая овца
Эстонская белоголовая порода (эст. Eesti valgepealine) — мясо-шёрстная порода домашних овец, выведенная в 1930—1950-е годы в Эстонии путём скрещивания местных грубошёрстных овец с баранами породы шевиот. Длина шерсти 10—12 см, живой вес маток в среднем 76 кг, баранов 88 кг. Овцы породы эстонская белоголовая составляют от 25 % до 30 % от общего поголовья овец в современной Эстонии.

## Описание
Длиннотощехвостая овца, внешне напоминающая шевиотов. Голова средней величины, с широким лбом и коротким, часто горбатым носом, покрыта блестящим белым кроющим волосом. Рога отсутствуют. Шея короткая, толстая, мускулистая, холка высокая и также мускулистая, грудь глубокая, широкая, туловище широкое, глубокое, с длинной спиной и поясницей. Крестец широкий, частично свислый, ноги короткие, крепкие, прямо поставленные, передние покрыты белой шерстью по запястье, задние — по скакательный сустав. Длинный хвост достигает скакательного сустава.
Большая советская энциклопедия 3-го издания приводит среднюю массу тела для баранов эстонской белоголовой породы в 50—80 кг, для маток — в 35—70 кг. Согласно справочнику «Мировое овцеводство» 1994 года, масса тела маток — 40—45 кг. По данным Эстонского университета естественных наук, в первом десятилетии XXI века средняя масса тела баранов составляла 88 кг, взрослых маток 76 кг. Живая масса ягнят при отбивке, по данным начала 1990-х годов, 26—28 кг.
Руно штапельно-косичное. Шерсть полутонкая, однородно белая, блестящая, эластичная. Длина шерсти 10—12 см, средняя толщина волоса 31 мкм, настриг шерсти с барана от 3,6 до 3,8 кг, с матки от 2,5 до 2,6 кг, выход мытой шерсти 55—60 %.
Для маток характерна скороспелость, плодовитость согласно Большой советской энциклопедии составляла 120—140 ягнят на 100 маток, согласно данным Эстонского университета естественных наук за 2010 год — в среднем 157 ягнят на 100 маток. Хорошие мясные качества, значительное количество ягнят в советское время реализовалось на мясо в первый год жизни.
Исследование 2005 года показало, что из пород овец, выведенных в странах Прибалтики, эстонская белоголовая порода наименее гомогенна и демонстрирует самое высокое аллельное разнообразие.

## История разведения
Порода выведена в 1930—1950-е годы в Эстонии путём скрещивания местных белоголовых грубошёрстных овец, улучшенных лейстерами, с баранами породы шевиот. Систематическая селекция велась с 1940 года, продолжена в СССР после войны. В ходе селекции основное внимание уделялось улучшению шёрстной, но не мясной продуктивности. Результатом стала порода, имеющая среднюю шёрстную и невысокую мясную продуктивность. В 1980-е годы предпринималась попытка улучшения мясной продуктивности путём вводного скрещивания (прилития крови) с баранами породы иль-де-франс.
В советское время порода разводилась в Эстонской ССР (где в основном выпасалась на низкопродуктивных естественных пастбищах в холмистой южной части республики) и некоторых районах РСФСР. Численность породы снижалась уже с 1960-х годов — поголовье чистопородных овец данной породы снизилось с более чем 8 тысяч в 1964 году до 2,15 тысячи в 1990 году. К этому времени овцы эстонской белоголовой породы составляли порядка 30 % от общего поголовья овец в Эстонии. После получения Эстонией независимости происходило достаточно быстрое снижение поголовья овец в целом, рост возобновился на рубеже веков, и к 2010 году поголовье выросло более чем вдвое по сравнению с 1999 годом. По данным на 2003 год, эстонские белоголовые овцы составляли порядка 1/4 от общего поголовья овец в стране, по численности уступая только овцам породы эстонская темноголовая.